# Mark Steven Johnson
Mark Steven Johnson (30 de outubro de 1964) é um cineasta e escritor americano.

## Filmografia
Mark Steven Johnson foi roteirista dos seguintes filmes:
- Killing Season
- When in Rome*
- Ghost Rider*
- Elektra*
- Daredevil*
- Jack Frost
- Simon Birch*
- Big Bully
- Grumpier Old Men
- Grumpy Old Men

*Também diretor do filme.